# Moniliella
Moniliella es un género de hongos basidiomicetos. Son levaduras que se utilizan a menudo para la fermentación del azúcar. Algunas de ellas pueden causar enfermedades en humanos, y en gatos.

## Características
Las colonias son lisas y aterciopeladas de color grisáceo a negro oliva. Las levaduras en ciernes son elipsoidales y forman hifas terminales, que se dividen en artroconidios, una cadena de esporas cilíndricas cortas. Se pueden presentar como seudohifas y clamidosporas. Las paredes celulares son de varias capas. Las seudohifas suelen tener doliporos con un arco de retículo endoplásmico, pero también pueden estar presentes estructuras microporosas. 
Moniliella reacciona positivamente a la tinción con Diazonium Blau B y urea. La coenzima Q existe -9. La xilosa y fucosa en células enteras son hidrolizadas.

## Estilo de vida
Las especies de Moliniella viven en sustratos con alto contenido de azúcar, grasa, miel y polen, pero también en esputos humanos o animales en mal estado y en sustratos con baja actividad de agua. Algunas especies como Moniliella fonsecae se han encontrado en flores tropicales.

## Sistemática
El género fue descrito por primera vez en 1966 por Stolk & Dakin. En 1967, el género Trichosporonoides fue descrito por Haskins y Spencer. Después de que varios autores sospecharan la sinonimia de los dos géneros, Rosa y sus colegas pusieron todas las especies descritas en el género Moliniella. La posición sistemática del género no estuvo clara durante mucho tiempo y fue solo en 2014 que QM Wang, FY Bai & Boekhout lo describieron como una clase independiente de hongos con un solo orden y familia.
A continuación se listan las especies:
- M. acetoabutans
- M. fonsecae[6]
- M. madida (anteriormente en Trichosporonoides)[6]
- M. megachiliensis (anteriormente en Trichosporonoides)[6]
- M. mellis
- M. nigrescens (antiguamente en Trichosporonoides)[6]
- M. oedocephalis (antiguamente en Trichosporonoides)[6]
- M. pollinis
- M. spathulata (antiguamente en Trichosporonoides)[6]
- M. suaveolens[3]
- M. tomentosa, un osmófilo[7]